# 滝口シルヴィア
滝口シルヴィアは、日本のAV監督である。
監督ではレズビアンやシーメール、変態女を得意ジャンルとする。

## おもな制作作品
- 「レズビアニズム悦楽の花園」
- 熟女ど淫乱レズ痴態 〜鬼才！滝口シルヴィア監督レズ作品集3〜（商品：DVD メーカー：U&K 発売日：2014年 7月13日）
- 鬼才 滝口シルヴィア作品集 　〜ど猥褻レズ狂い牝獣の饗宴〜　（商品：DVD メーカー：U&K 発売日：2017年10月13日）

- 濃密唾液だらだらベロキス溺れニューハーフレズビアン 愛瀬めい/西野めぐ(配信開始日:2025年4月5日、グローリークエスト)
- 女子学生 マル秘 顔舐めレズ接吻狂 ～あどけない少女達が牝獣となって濃蜜に絡みあう禁断の顔舐め密会レズビアン～ 由良かな 雅子りな(配信開始日:2025年5月9日、ビビアン)

- 他多数[1]